# Delta Force (film)
(Tagline del film)
Delta Force è un film statunitense del 1986 diretto da Menahem Golan con Chuck Norris e Lee Marvin. Questo film è ispirato ad un fatto realmente accaduto il 14 giugno 1985, con il dirottamento del volo TWA 847 Il Cairo - San Diego subito dopo il decollo dallo scalo intermedio di Atene.
Il film ha avuto due seguiti, Colombia Connection - Il massacro (1990) e Delta Force 3 - Missione nel deserto (1991).

## Trama
Un aereo statunitense, partito da Atene e diretto negli USA, poco dopo il decollo viene dirottato da un gruppo di terroristi islamici di nazionalità palestinese, che prendono in ostaggio tutti i passeggeri e l'equipaggio, oltre 140 persone. Scott McCoy e Nick Alexander, due ufficiali del gruppo d'élite di forze speciali statunitensi Delta Force, vengono immediatamente spediti verso il Medio Oriente, allo scopo di liberare gli ostaggi, in maggior parte americani. L'aereo, dopo aver fatto scalo a Beirut dove altri terroristi sono saliti a bordo e portato via un gruppo di ostaggi di religione ebraica, si dirige verso Algeri, dove allo stesso tempo giunge anche il velivolo da trasporto con a bordo la Delta Force. Qui, dopo una serie di trattative, i terroristi lasciano liberi le donne e i bambini ma, a seguito di un fallito tentativo di irruzione da parte della Delta Force, costretta ad annullare l'azione dopo aver appreso in ritardo della presenza di molti più terroristi del previsto,  immediatamente ripartono dopo aver ucciso uno degli ostaggi rimasti sull'aereo, che ritorna a Beirut.
L'aereo con la Delta Force atterra invece a Tel Aviv dove, con l'aiuto di alcuni agenti israeliani, McCoy e Alexander preparano la missione di salvataggio. Giunti successivamente in Libano segretamente via mare, McCoy viene a sapere che gli ostaggi sono stati nascosti in una scuola vicino al mare. Mentre Alexander circonda l'edificio, McCoy con la propria squadra d'attacco vi penetra attraverso le tubazioni di scarico di mare. Liberati gli ostaggi, si nota che alcuni mancano all'appello: Scott, con una super motocicletta dotata di missili micidiali, va alla ricerca di Abdul, il capo dei terroristi, e dopo uno scontro a fuoco riesce ad eliminarlo.
Rientrata tutta l'unità a Beirut ed annientati gli uomini che sorvegliavano gli ultimi ostaggi, la Delta Force si impossessa dell'aereo; sopraggiungono però altri arabi, di guardia all'interno dell'aeroporto, che iniziano a far fuoco contro il velivolo per impedirgli di decollare, ma ecco che arriva McCoy con la sua moto, il quale riesce a neutralizzare anche gli ultimi nemici e salire non senza difficoltà sull'aereo già in fase di rullaggio. Tutti insieme rientrano in Israele, dove gli ostaggi possono finalmente riabbracciare i propri congiunti in attesa all'aeroporto.
La missione della Delta Force è brillantemente compiuta, al prezzo di un componente morto (Peterson), e l'intera squadra riparte per tornare a casa.

## Produzione

### Casting
Per interpretare la parte di Scott McCoy venne scelto subito Chuck Norris, dopo che lo stesso regista Golan rimase impressionato dalla sua interpretazione del colonnello Braddock in Rombo di tuono.
Per interpretare la parte del colonnello Nick Alexander, inizialmente fu scelto Lee Van Cleef, ma l'attore rifiutò dicendo che ormai non era più interessato a quel genere di film. Dopo venne scelto Lee Marvin che durante le riprese del film sviluppò una grande amicizia con lo stesso Norris.

### Curiosità
- La scena iniziale è chiaramente ispirata all'Operazione Eagle Claw fallita che doveva liberare gli ostaggi americani all'ambasciata USA a Teheran.
- Il 16 febbraio 2008, Chuck Norris è stato ospite al programma di Rai 1 I migliori anni. Durante l'intervista l'attore ha dichiarato che inizialmente il film era stato proposto come film d'azione, ma che alla fine si è trasformato in una vera e propria protesta verso i crimini di guerra. Inoltre l'attore ha rivelato che durante le riprese del film l'attore Robert Forster, che impersonava il capo dei terroristi, ebbe un diverbio con Lee Marvin ed a seguito di ciò si rifiutò di recitare per una intera settimana. Nella scena iniziale si vede l'uomo all'interno di un elicottero in fiamme che sta per esplodere, che poi sarà lo stesso che morirà alla fine del film.
- In questo film è presente anche Robert Vaughn, che ha interpretato anche un episodio della serie Walker Texas Ranger, sempre con Chuck Norris. Questo è l'ultimo film interpretato da Lee Marvin.
- Trasmesso per la prima volta su Rai 1 nel febbraio 1990, ebbe un ascolto di 9.103.000 spettatori pari al 31,04 di share.

### Luoghi delle riprese
Il film fu interamente prodotto in Israele. Le riprese costarono circa 10.000.000 di dollari per girarlo in un luogo così ben curato. Fu proprio il regista Menahem Golan a scegliere come luogo delle riprese Israele, dicendo che gli ricordava molto la guerra e ricordando che anche suo padre era morto lì. La scena iniziale del decollo dell'aereo all'inizio del dirottamento era stata invece girata in Grecia, precisamente all'aeroporto Ellinikon ad Atene.

## Colonna sonora
La colonna sonora è composta da Alan Silvestri, già noto per le musiche di Ritorno al futuro e All'inseguimento della pietra verde. Quella di Delta Force è una delle colonne sonore più apprezzate della carriera di Silvestri.

### Tracce
1. Main Title - 5:16
2. Terrorists Board Jet - 3:19
3. Three American Marines - 4:09
4. First Class - 3:59
5. Rescue - 5:59
6. Hebrew Ring - 3:48
7. Round Up and Collection - 4:57
8. More Terrorists - 3:00
9. Delta Force Theme - 4:24
10. The Selections - 5:26
11. The Takeover - 5:34
12. Funeral - 4:35
13. Algiers - 10:07
14. Hostages arrive home and End Credits - 9:59

## Accoglienza

### Critiche
Il film è considerato il più riuscito da Chuck Norris. Questo è stato il giudizio di molti critici attenti come Morandini dicendo che mai nella televisione statunitense si era visto un film che esprimesse così bene il razzismo e la realtà della seconda guerra mondiale. Infatti il film in alcune scene fa vedere chiaramente il trattamento della gente comune o matricole di campi di concentramento.
Altri invece dissero che era un film su cui riflettere sulla realtà di allora e di quanto tragedie così rimangano nel tempo. Molti fan diedero una valutazione dell'8,5 su 10. Il film venne anche promosso per essere rivisto in TV. Roger Ebert ha dato una recensione positiva con 3 stelle su 4. Definendolo un film d'azione, di ritmo e di grande emozione. Su IMDb ha dato una valutazione di 5,5 su 10. Oggi il film è considerato uno dei migliori film d'azione degli anni ottanta.

### Incassi
Il budget fu di circa dieci milioni di dollari. Nel weekend d'apertura il film ha incassato 5.959.505 dollari. In USA il film incassò complessivamente 17.768.900 dollari.

## Date di uscita
- USA: 14 febbraio 1986
- Germania : 20 marzo 1986
- Francia : 16 aprile 1986
- Australia : 17 aprile 1986
- Paesi Bassi : 2 maggio 1986
- Italia: 3 maggio 1986
- Norvegia : 2 ottobre 1986
- Finlandia : 10 ottobre 1986
- Danimarca : 5 dicembre 1986
- Svezia : 19 dicembre 1986
- Portogallo : 25 settembre 1987